# Melodifestivalen 1967

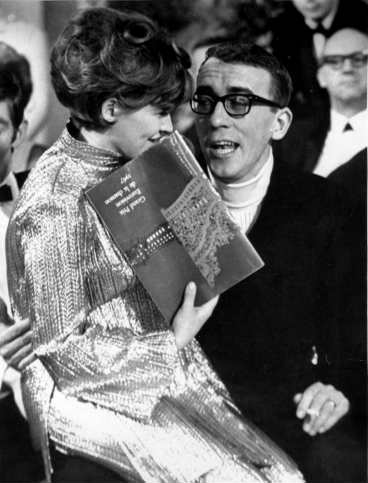
Nombre del archivo:Östen Warnerbring 1967.jpg
Descripción:Eurovision Song Contest 1967. Warnerbring represented Sweden in Vinena with the song "Som en dröm" (Like A Dream).
Licencia:Public domain
Fecha:1967
Autor:Aftonbladet
Categorías:Östen Warnerbring

La edición de 1967 del Melodifestivalen tuvo lugar el 24 de febrero en el Cirkus de Estocolmo. La presentadora fue Maud Husberg, y la dirección de la orquesta corrió a cargo de Mats Olsson.

## Resultados
1. Östen Warnerbring - "Som en dröm", 24 ptos.
2. Östen Warnerbring - "En valsfan", 20 ptos.
3. Rolf Berg - Ren vals, 14 ptos.
4. Towa Carson - Alla har glömt, 14 ptos.
5. Towa Carson - Vem frågar vinden, 11 ptos.
6. Sten Nilsson - Svart-Olas Polka, 8 ptos.
7. Ann-Louise Hanson - Christina dansar, 4 ptos.
8. Marianne Kock - Men vore du endast en visa, 3 ptos.
9. Svante Thuresson - "Förlåt min vän", 2 ptos.
10. Ann-Louise Hanson - "Sjungas till sömns", 0 ptos.

Como curiosidad, señalar que la segunda clasificada no era un vals.
En el festival europeo celebrado en Viena, Östen obtuvo la octava posición.